# 正木雄大
正木 雄大（まさき ゆうた、1999年6月15日 - ）は、山口県宇部市出身のプロ野球審判員（育成審判員）。審判員袖番号は17。

## 経歴
宇部市立西岐波中学校を経て進学した宇部鴻城高等学校時代には捕手として活躍。2年時には3投手を巧みにリードし、中国大会を制覇。2017年には春の高校野球で正捕手として出場した。同年夏は県大会で打率4割と好調だったものの、決勝で下関国際高に敗れた。卒業後は県高野連審判部で裏方を務めた。
2018年12月に開催された第6回NPBアンパイア・スクールにおいて研修審判員として採用され、2019年は独立リーグ・四国アイランドリーグplusにおいて経験を積んだ。
2019年12月11日、日本野球機構より育成審判員として契約することが発表され、翌2020年1月1日に日本野球機構審判部に入局。2023年から一軍の試合も担当できる正審判員となる。

## 審判員出場記録
2024年終了、一軍公式戦出場はなし。